# 利希滕贝格 (利希滕贝格区)

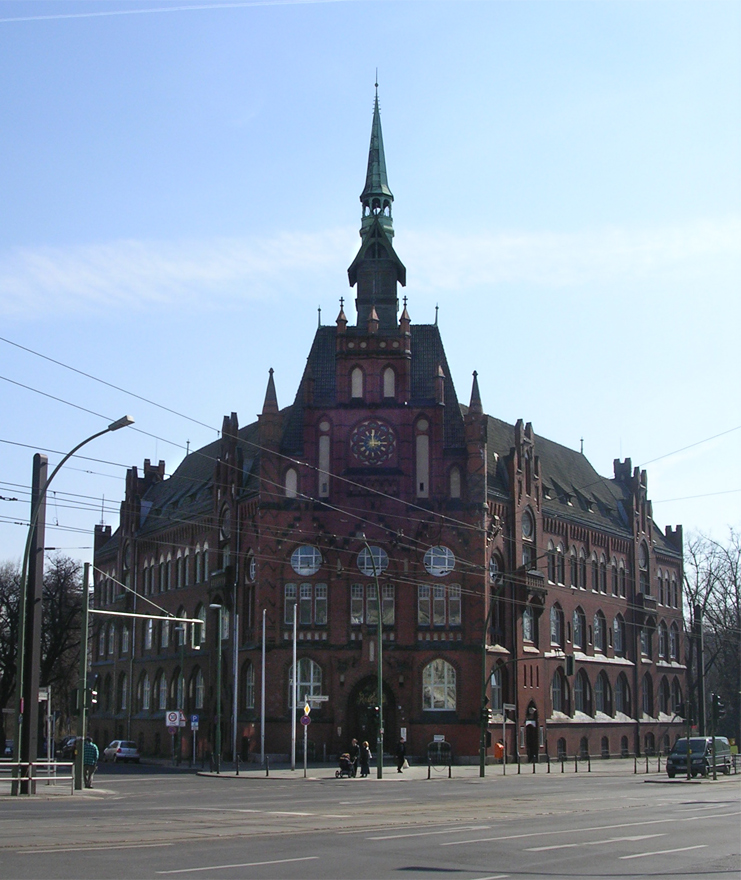
新哥特式市政厅

利希滕贝格（德語：Lichtenberg，德語：[ˈlɪçtn̩ˌbɛʁk] ⓘ）是德国柏林利希滕贝格区的同名下属区。 